# Podgrađe (Marija Bistrica)
Podgrađe is een plaats in de gemeente Marija Bistrica in de Kroatische provincie Krapina-Zagorje. De plaats telt 343 inwoners (2001).